# 1980 في إيران
فيما يلي قوائم الأحداث التي وقعت خلال عام 1980 في إيران.

## سياسة

### تعيين في المنصب
- 4 فبراير – أبو الحسن بني صدر رئيس الجمهورية الإسلامية الإيرانية،رئيس الجمهورية الإسلامية الإيرانية.
- 3 مايو – محمد خاتمي عضو مجلس الشورى الإسلامي.
- 28 مايو – أكبر هاشمي رفسنجاني عضو مجلس الشورى الإسلامي.
- 28 مايو – حسن روحاني عضو مجلس الشورى الإسلامي.
- 28 مايو – صادق خلخالي عضو مجلس الشورى الإسلامي.
- 28 مايو – علي أكبر معين فر عضو مجلس الشورى الإسلامي.
- 28 مايو – علي خامنئي عضو مجلس الشورى الإسلامي.
- 28 مايو – محمد جواد باهنر عضو مجلس الشورى الإسلامي،وزارة الثقافة والإرشاد الإسلامي.
- 28 مايو – محمد علي رجائي عضو مجلس الشورى الإسلامي،رئيس وزراء إيران.

### انتهاء فترة المنصب
- 10 أغسطس – محمد جواد باهنر عضو مجلس الشورى الإسلامي.
- 2 سبتمبر – علي أكبر معين فر وزير النفط الإيراني.

## كتب
من الكتب التي صدرت هذه السنة في إيران:
- 1 يناير – ثقافة العري أو عري الثقافة من تأليف غلام علي حداد عادل.

## مواليد

### يناير
- 1 يناير – سحر دولتشاهي ممثلة إيرانية.
- 1 يناير – عشا مومني ناشطة إيرانية.
- 1 يناير – ماجد أديب زاده

### فبراير
- 15 فبراير – سميرة مخملباف

### مايو
- 22 مايو – نازانين بنيادي ممثلة بريطانية.

### يونيو
- 30 يونيو – علي رضا واحدي نيكبخت لاعب كرة قدم إيراني.

### يوليو
- 21 يوليو – سامي يوسف موسيقي بريطاني.
- 30 يوليو – رحمان أحمدي لاعب كرة قدم إيراني.

### سبتمبر
- 7 سبتمبر – جواد نكونام لاعب كرة قدم إيراني.
- 10 سبتمبر – شاهين نجفي موسيقي إيراني.
- 20 سبتمبر – أرشام بارسي
- 20 سبتمبر – مهرزاد مرعشي مغني ألماني.

### نوفمبر
- 5 نوفمبر – شيلا خداداد ممثلة إيرانية.
- 8 نوفمبر – عارفه منصوري مصمم الأزياء الأمريكية.

## وفيات

### أبريل
- 21 أبريل – سهراب سبهري (مواليد 1928)

### مايو
- 8 مايو – فرخرو بارسا (مواليد 1922) سياسية إيرانية.

### يوليو
- 18 يوليو – جلال الدين هومائي (مواليد 1900) فقيه وأديب وأكاديمي إيراني.
- 27 يوليو – محمد رضا بهلوي (مواليد 1919) آخر شاه لإيران.

### أغسطس
- 18 أغسطس – علوان الشويع مغني إيراني.

### سبتمبر
- 1 سبتمبر – أحمد ترجاني زادة (مواليد 1901)

### نوفمبر
- 19 نوفمبر – أبو القاسم فيضي (مواليد 1906)

### ديسمبر
- 7 ديسمبر – أحمد كشوري (مواليد 1953) طيار إيراني.
- 19 ديسمبر – نصر الله انتظام (مواليد 1900) دبلوماسي إيراني.